# Rocabruna (Camprodón)
Rocabruna es una entidad de población del municipio de Camprodón, de la comarca del Ripollés (Gerona) España. 
En el 2005 tenía 70 habitantes. 

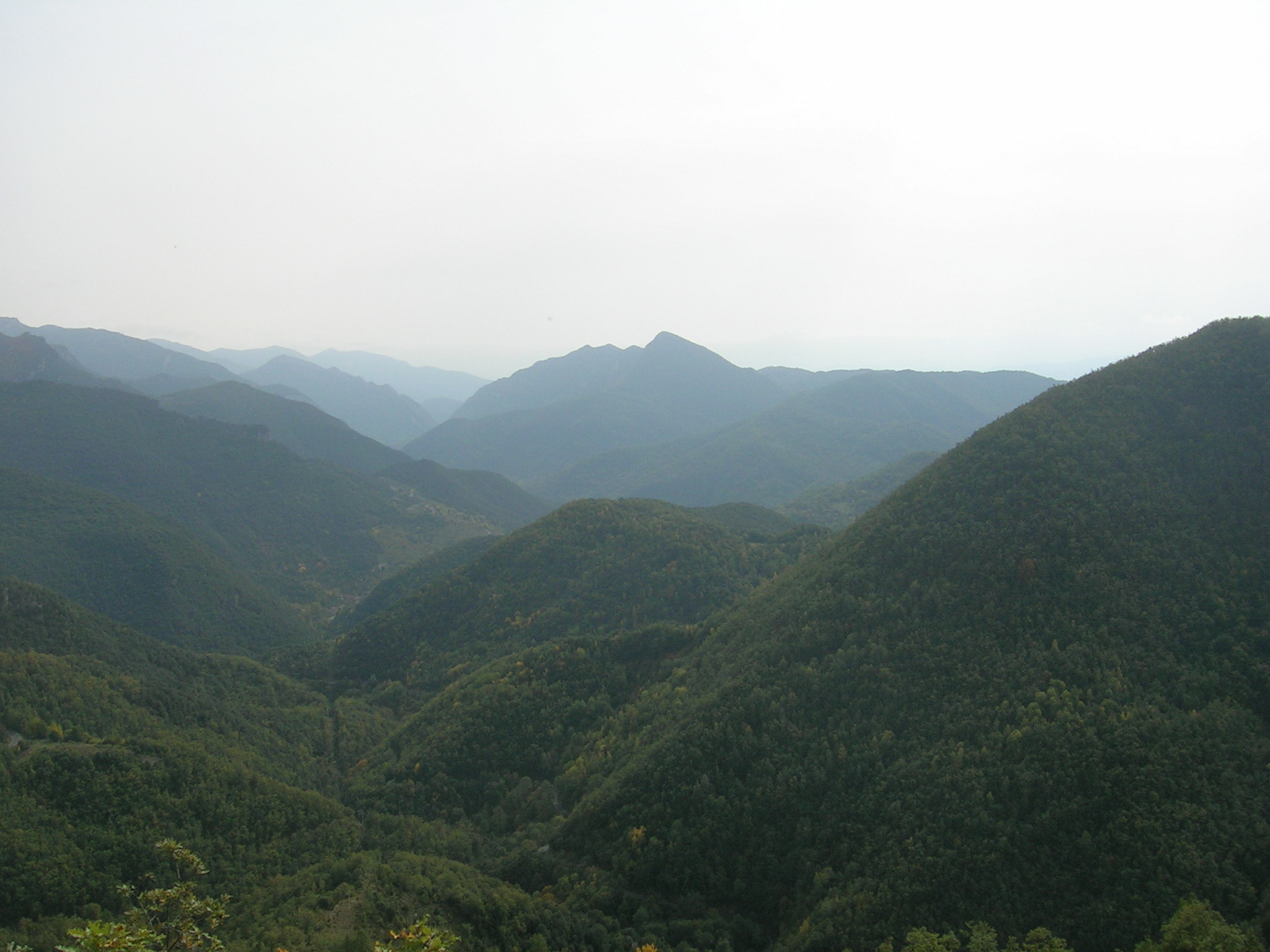
Vista desde el castillo

Destacan los restos del Castillo de Rocabruna. El castillo domina una pequeña montaña, el Tossal del Castell (Cerro del Castillo), rodeada de pequeños precipicios. La altitud es de 995 m s. n. m., y ofrece al visitante unas vistas muy interesantes del Pirineo y de la Alta Garrotxa. Los orígenes del castillo se remontan al siglo X (hay documentación desde 1070), y actualmente está abandonado. Parece que el nombre del castillo proviene del color de la tierra de las piedras del entorno, que son muy ennegrecidas o brunas.